# Capital (departamento de Misiones)
| Departamento Capital     | Departamento Capital          |
| ------------------------ | ----------------------------- |
| País:                    | Argentina                     |
| Província:               | Misiones                      |
| Capital:                 | Posadas                       |
| Superfície:              | 932 km²                       |
| População:               | 284.279 (IDEC - 2001)         |
| Densidade:               | 294,59 hab/km²                |
| Altitude:                |                               |
| Localização:             |                               |
| Municípios:              | - Fachinal - Garupá - Posadas |
| Web:                     |                               |
| Localização na província |                               |
| Departamento.            |                               |

Cainguás é um departamento da Argentina, localizado na província de Misiones.